# 哈瓦蘇湖 (加利福尼亞州)
哈瓦蘇湖（英語：Havasu Lake）是位於美國加利福尼亞州聖貝納迪諾縣的一個非建制地區。該地的面積和人口皆未知。

## 地理
哈瓦蘇湖的座標為34°28′52″N 114°24′36″W / 34.48111°N 114.41000°W，而該地的平均海拔高度為458米（即1503英尺）。